# パシハン島
パシハン島(パシハンとう、英語: Pacijan Island)はカモテス海に浮かぶフィリピンのセブ州の島。パジカン島(Pajican Island)としても知られ、ポロ島、ポンソン島、トゥラン島などと共にカモテス諸島の一つである。セブ島、レイテ島、ボホール島などの間に存在する。
島はサンフランシスコ町に属している。ポロ島との間は浅くなっているためマングローブ林が生い茂っており、1.4km程度の土手道で繋がっている。この道は商業交通とカモテス諸島で最も古いポロの教会での礼拝への出席を容易にするためにスペイン時代に作られたものである。

## 観光

### ダナオ湖
島の北部に存在する5kmほどの大きさの湖で、めがねのような形をしている。沿岸にダナオ湖公園と民間所有のグリーン・レイク・パークの2つの公園が存在する。

### 海岸
サンチャゴ、バカウ、マンゴドロンなどの有名な砂浜がある。
サンチャゴ・ホワイト・ビーチは島内南部にある。長い砂浜になっており、サンチャゴ地区の正面に存在する。この浜は地元自治体が所有しており、地元住民や観光客に人気がある。浜の西端はサンチャゴ・ベイ・ガーデン&ビーチ・リゾートというリゾート地区になっている。
バカウビーチは島内北西部のエスペランサ地区のバカウにある。砂糖のような砂と綺麗な水の浜であり、子供にも安全である。
マンゴドロンビーチはカモテス諸島でも最も観光客の多い浜の一つである。白い砂浜で、Himensulanの漁村マンゴドロンに位置している。浜は砂州になっておりによって珊瑚島と繋がっている。